# Varodaya Cinkaiariyan
Varodaya Cinkaiariyan (tamoul : வரோதய சிங்கையாரியன்; meurt en 1325), de son nom royal Cekaracacekaran III, est un roi du royaume de Jaffna, dans l'actuel Sri Lanka. Il fait partie de la dynastie Ârya Chakravarti. 

## Biographie
Il fut le premier roi à prendre en charge la lucrative pêche de perle appartenant à l'empire Pandya. Il est également crédité d'avoir aidé l'empire Pandya les dernières années de son règne, et envahi les royaumes cingalais du sud de l'île, tels que le royaume de Dambadeniya. Il a participé à faire fleurir le commerce dans l'océan Indien.